# Natividad con Dios Padre y el Espíritu Santo
La Natividad con Dios Padre y el Espíritu Santo (Natività con Dio Padre e lo Spirito Santo, en italiano) es una pintura al óleo sobre lienzo de Giambattista Pittoni conservada en la National Gallery de Londres desde su adquisición en 1958. Estilísticamente puede datarse hacia 1740, aunque se desconoce la fecha exacta y el destino original de la pintura.
Fue comprada por la National Gallery el 14 de mayo de 1958 en la subasta celebrada en Sotheby's de la colección del conde de Ancaster, heredero de la colección reunida por lord Wiloughby en el castillo de Grimsthorpe, donde figuraba con atribución a Tiepolo. La restauración efectuada en el museo reveló la presencia de las figuras de Dios Padre y el Espíritu Santo en la parte superior, ocultas bajo un repinte posiblemente del siglo XIX, formando una Trinidad en conjunción con el relato de la natividad, algo infrecuente pero no único en la historia del arte. Jesús sirve así de enlace a la doble trinidad del cielo y de la tierra.